# Bourse ilio-pectinée
La bourse ilio-pectinée (ou bourse du psoas iliaque) est une grande bourse synoviale du membre inférieur située dans la cuisse.

## Description
La bourse ilio-pectinée sépare la face profonde du muscle ilio-psoas de la capsule de l'articulation coxale.
La bourse ilio-pectinée repose sur l'éminence iliopubienne de la branche supérieure du pubis, passe devant la capsule de l'articulation coxal et s'étend distalement vers le bas presque jusqu'au petit trochanter.
Elle communique fréquemment par une ouverture circulaire avec la cavité de l'articulation coxale.
Dans 13 % des cas, la bourse ilio-pectinée est en partie séparée par un septum en deux cavités. Dans ce cas le tendon du muscle grand psoas passe par la cavité médiale et le tendon du muscle iliaque passe par la cavité latérale.